# Ментална хигијена
Ментална хигијена је теоријска и примењена научна дисциплина чији је превасходни циљ превенција, очување и заштита менталног здравља. Истражује индивидуалне и социјалне чиниоце који утичу на ментално здравље појединаца и група као и начине унапређења менталног здравља у свим сферама личног и социјалног живота људи.